# Barre de ton
Les barres de ton sont des symboles utilisés pour écrire les tons des langues tonales dans certaines transcriptions phonétiques. On attribue leur invention à Chao Yuen Ren. Les cinq barres de ton de base ‹ ˥ ˦ ˧ ˨ ˩ › (tons très haut, haut, moyen, bas, très bas) ou trois barres ‹ ˥ ˧ ˩ › (tons haut, moyen, bas) peuvent être combinées pour décrire des contours de ton complexes. Elles ont été adoptées comme notation des tons pour l’alphabet phonétique international comme variantes des diacritiques de ton (double accent aigu, accent aigu, macron, accent grave, double accent grave) en 1989.
Des variantes de ces barres de ton sont utilisées en phonétique de langues asiatiques (principalement Extrême Orient et Asie du Sud-Est), telles que les langues sino-tibétaines (langues chinoises, birmanes, tibétaines), austro-asiatiques : (lao, thai, vietnamien, mais pas cambodgien) ou bien langues japoniques (japonais et ses dialectes, okinawaïen (éteint)) ainsi que des langues d'Afrique de l'Ouest, telles que le bambara, le peul, le wolof, etc :
- Barres de ton avec le trait à gauche (basique) : ˥ ˦ ˧ ˨ ˩
- Barres de ton avec le trait à droit : ꜒ ꜓ ꜔ ꜕ ꜖
- Barres de ton avec un point à gauche : ꜈ ꜉ ꜊ ꜋ ꜌
- Barres de ton avec un point à droit : ꜍ ꜎ ꜏ ꜐ ꜑
- Barres de ton montantes : ˩˥ ˧˥ ˨˦ ˩˧ ˩˩˧
- Barres de ton descendantes :  ˥˩ ˥˧ ˦˨ ˧˩ ˥˥˧
- Barres de variations comportant des changements de direction : ˩˥˧ ˧˥˩ ˧˥˧ ˩˧˩ ˥˩˧ ˧˩˥ ˥˧˥ ˧˩˧ ˨˦˨ ˦˨˦ ˨˩˧ ˧˦˨

## Exemples
- En chinois : chinois traditionnel : 教師 ; chinois simplifié : 教师 ; pinyin : jiàoshī \t͡ɕi̯ɑʊ̯˥˩ ʂʐ̩˥\ (maître)
- En japonais, où ils ne sont pas notés en romaji : kyōshi (教師?) \kʲo̞ː˦˨.ɕi˨.◌˨\ (enseignant)
- En viêt : giáo sư (Hán tự : 教師) \daɔ˦˥.ʃɯ˦\ (enseignant)